# Olympische Winterspiele 1948/Eisschnelllauf
Bei den V. Olympischen Winterspielen 1948 in St. Moritz fanden vier Wettbewerbe im Eisschnelllauf statt. Austragungsort war das Olympia-Eisstadion Badrutts Park.
Wegen des anhaltenden Tauwetters war sogar angedacht worden, die ausstehenden Bewerbe auf der Kunsteisbahn in Basel fortzusetzen.

## Bilanz

### Medaillenspiegel
| Platz | Land               | Gold | Silber | Bronze | Gesamt |
| ----- | ------------------ | ---- | ------ | ------ | ------ |
| 1     | Norwegen           | 3    | 2      | 1      | 6      |
| 2     | Schweden           | 1    | 1      | 1      | 3      |
| 3     | Vereinigte Staaten | –    | 2      | –      | 2      |
| 4     | Finnland           | –    | 1      | 1      | 2      |

### Medaillengewinner
| Konkurrenz | Gold           | Silber                                              | Bronze        |
| ---------- | -------------- | --------------------------------------------------- | ------------- |
| 500 m      | Finn Helgesen  | Kenneth Bartholomew Thomas Byberg Robert Fitzgerald | –             |
| 1500 m     | Sverre Farstad | Åke Seyffarth                                       | Odd Lundberg  |
| 5000 m     | Reidar Liaklev | Odd Lundberg                                        | Göthe Hedlund |
| 10.000 m   | Åke Seyffarth  | Lassi Parkkinen                                     | Pentti Lammio |

## Ergebnisse

### 500 m
| Platz | Land | Sportler            | Zeit (s)  |
| ----- | ---- | ------------------- | --------- |
| 1     | NOR  | Finn Helgesen       | 43,1 (OR) |
| 2     | USA  | Kenneth Bartholomew | 43,2      |
| 2     | NOR  | Thomas Byberg       | 43,2      |
| 2     | USA  | Robert Fitzgerald   | 43,2      |
| 5     | USA  | Kenneth Henry       | 43,3      |
| 6     | NOR  | Sverre Farstad      | 43,6      |
| 6     | NOR  | Torodd Hauer        | 43,6      |
| 6     | USA  | Delbert Lamb        | 43,6      |
| 6     | CAN  | Frank Stack         | 43,6      |
| 10    | SWE  | Mats Bolmstedt      | 43,7      |
|       |      |                     |           |
| 39    | SUI  | Rudolf Kleiner      | 47,8      |

Datum: 31. Januar 1948, 10:30 Uhr 

42 Teilnehmer aus 15 Ländern, davon 41 in der Wertung.
Der bisherige olympische Rekord lag bei 43,4 Sekunden. Er wurde gleich fünfmal unterboten, zuletzt vom Norweger Finn Helgesen mit 43,1 Sekunden. Der Ungar János Kilián auf Rang 14 in 44,8 s war der beste Mitteleuropäer. Der Wettbewerb fand am späten Samstagmorgen statt und es war ein großer Kampf zwischen Norwegen und den USA.

### 1500 m
| Platz | Land | Sportler          | Zeit (min)  |
| ----- | ---- | ----------------- | ----------- |
| 1     | NOR  | Sverre Farstad    | 2:17,6 (OR) |
| 2     | SWE  | Åke Seyffarth     | 2:18,1      |
| 3     | NOR  | Odd Lundberg      | 2:18,9      |
| 4     | FIN  | Lassi Parkkinen   | 2:19,6      |
| 5     | SWE  | Harry Jansson     | 2:20,0      |
| 6     | USA  | Johnny Werket     | 2:20,2      |
| 7     | FIN  | Kalevi Laitinen   | 2:20,3      |
| 8     | SWE  | Göthe Hedlund     | 2:20,7      |
| 9     | NED  | Cornelis Broekman | 2:21,0      |
| 10    | NOR  | Gunnar Konsmo     | 2:21,2      |
| 10    | HUN  | Iván Ruttkay      | 2:21,2      |
|       |      |                   |             |
| 34    | SUI  | Hanspeter Vogt    | 2:30,5      |
| 42    | SUI  | Rudolf Kleiner    | 2:33,0      |
| 43    | SUI  | Sepp Rogger       | 2:34,7      |
| 44    | AUT  | Ferdinand Preindl | 2:38,6      |

Datum: 2. Februar 1948, 9:30 Uhr 

45 Teilnehmer aus 14 Ländern, alle in der Wertung
Die alte olympische Rekordzeit von 2:19,2 Minuten konnte von den drei Medaillengewinnern unterboten werden. Es herrschten ideale Witterungsverhältnisse, ein Temperatursturz über Nacht hatte die Erstellung eines harten Spiegeleises zugelassen. Es war absolut windstill und dazu schien noch die Sonne. Stilunterschiede und Kontraste im Temperament bildeten die Norweger und Amerikaner. Letztere schossen vom Start weg und überließen es ihrer Kraft und Tagesform, ob sie den Spurt über die ganze Strecke aushalten werden. Die Norweger dosierten ihre Kräfte in der Weise, dass sie eher verhalten begannen und die Strecke in einem Steigerungslauf absolvierten. Die Amerikaner waren viel mehr verausgabt, erlitten Schwächeanfälle (Fitzgerald, Blum). Auch in Bezug auf Schrittlänge waren die Unterschiede sogar bei den Spitzenläufern frappant.

### 5000 m
| Platz | Land | Sportler           | Zeit (min) |
| ----- | ---- | ------------------ | ---------- |
| 1     | NOR  | Reidar Liaklev     | 8:29,4     |
| 2     | NOR  | Odd Lundberg       | 8:32,7     |
| 3     | SWE  | Göthe Hedlund      | 8:34,8     |
| 4     | SWE  | Harry Jansson      | 8:34,9     |
| 5     | NED  | Jan Langedijk      | 8:36,2     |
| 6     | NED  | Cornelis Broekman  | 8:37,3     |
| 7     | SWE  | Åke Seyffarth      | 8:37,9     |
| 8     | FIN  | Pentti Lammio      | 8:40,7     |
| 9     | FIN  | Lassi Parkkinen    | 8:45,0     |
| 10    | HUN  | Kornél Pajor       | 8:45,2     |
|       |      |                    |            |
| 24    | AUT  | Max Stiepl         | 9:05,2     |
| 33    | SUI  | Heinz Hügelshofer  | 9:28,6     |
| 34    | SUI  | Sepp Rogger        | 9:29,3     |
| 39    | SUI  | Alfred Altenburger | 9:40,6     |

Datum: 1. Februar 1948, 8:45 Uhr 

40 Teilnehmer aus 14 Ländern, davon 39 in der Wertung.
Wegen Schneefalls waren die Eisbedingungen wesentlich schlechter als bei den Kurzstrecken. Es wehte böiger Wind, zeitweise leichter Schneefall störte die Läufer. Rund 3.000 Zuschauer waren anwesend. Obwohl Charles Mathiesen, 1936 Olympiasieger über 1500 Meter und Weltrekordhalter über 10.000 Meter, nach sechs Runden stürzte und wegen Atembeschwerden aufgeben musste, bewiesen die Norweger erneut ihre führende Position. Ihnen am nächsten kamen die Schweden und Holländer, die als „Geheimfavoriten“ gehandelten Koreaner enttäuschten etwas. Die Ungarn vermochten ihre führende Position unter den mitteleuropäischen Ländern beizubehalten. Die Nordamerikaner waren stilistisch noch nicht ganz auf der Höhe, brachten aber einen unheimlichen Kampfgeist auf. Mit noch etwas besserer Spurführung und Kurventechnik sollte sie noch näher an die Spitzenkönner heranführen. Besonders spannend war das Duell Jansson gegen Lundberg: Der Schwede ging mit hohem Tempo vom Start und holte eine Führung bis 100 m heraus. Doch der Norweger zog in rationellem Stil seine Runden und wurde immer schneller, bis er seinen Gegner überflügelte und damit verdient Silber gewann. Der große norwegische Favorit Liaklev musste seine Runden für sich laufen, da der Schweizer Hügelshofer nicht Schritt zu halten vermochte. Trotz dieses Umstandes und auch, da es wieder leicht zu schneien begann, lief der Norweger ungefährdet zur Goldmedaille. Zwar standen danach einige Klasseläufer am Start, doch der immer stärker werdende Schneefall wirkte bremsend.

### 10.000 m
| Platz | Land | Sportler          | Zeit (min) |
| ----- | ---- | ----------------- | ---------- |
| 1     | SWE  | Åke Seyffarth     | 17:26,3    |
| 2     | FIN  | Lassi Parkkinen   | 17:36,0    |
| 3     | FIN  | Pentti Lammio     | 17:42,7    |
| 4     | HUN  | Kornél Pajor      | 17:45,6    |
| 5     | NED  | Cornelis Broekman | 17:54,7    |
| 6     | NED  | Jan Langedijk     | 17:55,3    |
| 7     | NOR  | Odd Lundberg      | 18:05,8    |
| 8     | SWE  | Harry Jansson     | 18:08,0    |
| 9     | SWE  | Rune Hammarström  | 18:39,6    |
| 10    | AUT  | Max Stiepl        | 19:25,5    |

Datum: 3. Februar 1948, 9:00 Uhr 

27 Teilnehmer aus 11 Ländern, davon 19 in der Wertung.
Wiederum litten einige Athleten unter Luftmangel und mussten aufgeben, so etwa der Norweger Reidar Liaklev und der Schwede Göthe Hedlund, beide Medaillengewinner über 5000 Meter. Das etwas zu weiche Eis veranlasste einige Skandinavier über 10.000 Meter gar nicht erst zu starten. Der 10.000-m-Lauf litt vor allem unter dem Einbruch des Föhns, der nicht allein die Eisverhältnisse, sondern auch die physischen Leistungen verschlechterte, weshalb auch verschiedene Läufer zur Aufgabe gezwungen waren, darunter auch einige Favoriten. Die früh Startenden fanden noch bessere Eisverhältnisse vor, was dazu führte, dass die besten Zeiten von den ersten sechs Paaren erzielt wurden.